# Perla (sommergibile)
Il Perla è stato un sommergibile della Regia Marina.

## Storia
Una volta in servizio fu agli ordini del TV Luigi Monterisi e destinato alla XXXV Squadriglia Sommergibili (III Gruppo Sommergibili) basata a Messina, anche se in realtà fu stanziato ad Augusta.
Nel 1936 svolse un viaggio di addestramento nel bacino orientale del Mediterraneo, mentre l'anno successivo, passato al comando del TV Enrico Bertarelli, compì una simile crociera, ma lungo le coste italiane, e con Taranto come destinazione.
Nel gennaio 1938 fu dislocato nella base eritrea di Massaua; l'obiettivo era verificare le prestazioni nei mari caldi.
Dal 28 dicembre 1938 al 24 gennaio 1939 compì una crociera al largo della Somalia insieme al sommergibile Glauco
Nell'aprile del 1939 effettuò un viaggio in Oceano Indiano insieme al gemello Gemma e con la appoggio della nave coloniale Eritrea, per verificare le qualità della classe in mari caldi nella stagione monsonica. I risultati furono però tutt'altro che soddisfacenti: a causa del mare estremamente mosso (fino a forza 9) non si poté impiegare l'armamento e risultò estremamente difficile anche solo il mantenimento della quota periscopica. Fu inoltre rilevato il fatto che si verificavano perdite del pericoloso cloruro di metile.
Agli ordini del TV Guido D'Alterio (in comando dal 1º settembre 1938) fece poi temporaneamente ritorno in Mediterraneo (dal 20 giugno 1939) per normale manutenzione a Monfalcone.
All'entrata dell'Italia nella seconda guerra mondiale il sommergibile si trovava di nuovo a Massaua dal 4 marzo 1940, inquadrato nella LXXXII Squadriglia Sommergibili.
Il 19 giugno 1940, al comando del tenente di vascello Mario Pouchain (in comando dal 13 febbraio precedente), lasciò Massaua per la sua prima missione nel golfo di Tagiura, a circa quindici miglia dalla località di Ras El-Bir (il sommergibile sarebbe dovuto partire più avanti, ma il suo invio fu anticipato su domanda del Duca d'Aosta, che aveva richiesto due sommergibili in più in mare). Il 20 giugno, al sorgere del sole il Perla s'immerse. Tuttavia le elevate temperature resero gli angusti ambienti del sommergibile invivibili (un elettricista fu colto da un colpo di calore): l'apparato per l'aria condizionata non funzionava e Pouchain ordinò di smontarlo per controllarlo. Nel corso di questa operazione, effettuata nella notte sul 21 giugno, si ebbero perdite di cloruro di metile, che provocarono l'intossicazione dapprima di cinque uomini e poi di un numero sempre crescente (fra questi anche il comandante in seconda, tenente di vascello Renzo Simoncini), mentre i primi ad essere rimasti intossicati si andarono aggravando, nonostante i tentativi di curarli. Il 23 il Perla raggiunse la zona assegnata in condizioni disperate: il comandante in seconda Simoncini era impazzito così come molti altri marinai, molti davano segni di delirio o follia anche pericolosi (molti dovettero venire legati per impedir loro di nuocere, un marinaio cercò di allagare un compartimento), lo stesso Pouchain era intossicato così come la maggior parte dell'equipaggio; la temperatura all'interno del sommergibile aveva raggiunto i 64 °C.
Ricevuto l'ordine di rientrare, il Perla si diresse verso Massaua in condizioni molto precarie: metà dell'equipaggio era in stato di intossicazione grave; le ore diurne dovevano essere trascorse con il sommergibile fermo, posato sul fondale, ed il 26 si ebbe una prima vittima, mentre gli otto decimi dell'equipaggio risultavano intossicati. Quando, al tramonto, il sommergibile emerse per ricaricare le batterie (il comandante Pouchain era così gravemente intossicato da dover mandare al suo posto altri due ufficiali in torretta, non riuscendo neanche a muoversi), fu attaccato dalla cannoniera HMS Shoreham e costretto all'immersione su un fondale di 24 metri, riportando qualche danno per le bombe di profondità; riemerso, andò ad incagliarsi vicino a Ras Cosar, una dozzina di miglia a meridione di Shab Shak. Mentre (mattina del 27 giugno) i pochi uomini rimasti efficienti tentavano inutilmente di disincagliare il sommergibile, da Massua partirono in soccorso i cacciatorpediniere Leone e Pantera e la torpediniera Giovanni Acerbi; il Leone dovette però tornare indietro per un guasto e le altre due navi furono fatte rientrare alla notizia che una superiore formazione nemica (l'incrociatore leggero Leander ed i caccia Kingston e Kandahar) era diretta verso il Perla. Il Kingston, avvicinatosi al sommergibile, aprì il fuoco; il Perla tentò di reagire col cannone, che però smise di funzionare al secondo colpo. Pouchain ordinò di eliminare i documenti segreti e abbandonare l'unità: a bordo rimasero lui, un guardiamarina ed il marinaio elettricista Arduino Forgiarini, che non aveva voluto abbandonare il sommergibile senza il comandante. Il primo proiettile del Kingston che colpì il Perla uccise Forgiarini (che fu decorato con Medaglia d'oro al valor militare alla memoria) e sbalzò in acqua i due ufficiali; due attacchi di aerei italiani (otto bombardieri Savoia-Marchetti S.M.81) costrinsero il Kingston e le altre unità a ripiegare. Il tenente di vascello Simoncini, l'intossicato più grave fra gli ufficiali, risalì sul sommergibile ormai abbandonato e morì poco dopo; anche fra gli altri intossicati si ebbero 13 morti (due sottufficiali, un sottocapo e dieci marinai), alcuni annegati nel tentare di raggiungere la riva a nuoto, altri dopo essere giunti a terra, per le conseguenze dell'intossicazione, mentre i superstiti, in due gruppi, furono recuperati il 28 ed il 30 rispettivamente dal caccia Daniele Manin (si trattava del guardiamarina Gallo e degli uomini più sani, che avevano raggiunto a piedi il faro di Shab Shak) e da una spedizione via terra proveniente da Massaua (si trattava degli intossicati, che avevano raggiunto il villaggio di Sovoità).
Il Perla, provvisoriamente riparato in cinque giorni, fu poi rimorchiato a Massaua il 20 luglio.
Nel gennaio 1941, rendendosi ormai evidente la prossima caduta dell'Africa Orientale Italiana, si decise che i sommergibili, appoggiati da unità rifornitrici tedesche, avrebbero raggiunto Bordeaux, sede di Betasom, la base sommergibilistica italiana in Atlantico.
Il Perla (come del resto le altre unità) fu modificato per tale viaggio: furono modificati i doppifondi per immagazzinare più carburante ed eliminati i siluri e parte delle munizioni del cannone, nonché altre cose ritenute superflue. 

Il Perla il 27 maggio 1941, poco dopo l'arrivo a Bordeaux

Il 1º marzo 1941 il Perla lasciò Massaua al comando del tenente di vascello Bruno Napp; navigò in immersione finché non ebbe passato lo stretto di Perim, poi venne in superficie e, dopo essere passato a est del Madagascar (scampando anche all'attacco di un aereo Bristol Blenheim), si rifornì presso la nave corsara tedesca Atlantis, dove l'impresa che un sommergibile del genere stava affrontando (un sommergibile costiero che affrontava l'attraversamento di due oceani) destò molta ammirazione nel comandante dell’Atlantis, Bernhardt Rogge. Il Perla percorse poi altre 4000 miglia raggiungendo la nave rifornimento tedesca Nordmark; dopo essere ripartito superò le isole di Capo Verde, passò fra le Azzorre e le Canarie e giunse infine a Bordeaux il 20 maggio: aveva trascorso in mare 81 giorni, percorrendo 13.100 miglia.
Dopo quattro mesi trascorsi inattivi a Bordeaux (durante questo periodo fu sottoposto ad approfonditi lavori di riparazione e manutenzione), il 20 settembre 1941 il Perla ripartì per rientrare in Mediterraneo; costeggiò il litorale nordafricano, passò lo stretto di Gibilterra in superficie (il 28 settembre) e giunse a Cagliari il 3 ottobre.
Fu poi impiegato in Mediterraneo. Svolse una prima missione offensiva, al largo della Cirenaica, dal 12 al 23 febbraio 1942.
Dopo che ad assumerne il comando fu il Tenente di Vascello Giovanni Celeste, il battello compì due altre missioni simili, la prima dal 29 marzo al 9 aprile e la seconda dal 16 al 28 aprile, nelle acque a sudovest dell'isolotto di Gaudo nei pressi di Creta.
Il 10 maggio fu inviato nei pressi di Capo Kelibia lungo la costa tunisina e l'indomani lanciò due siluri contro il posamine veloce HMS Welshman, mancandolo; rientrò alla base il 24 del mese.
Il 6 luglio al comando del tenente di vascello Gioacchino Ventura il battello salpò diretto nella zona di Cipro, suo settore d'agguato; tre giorni dopo lanciò due siluri contro la corvetta britannica Hyacinth al largo di Beirut, ma le armi non andarono a segno e la nave inglese contrattaccò con un nutrito bombardamento con cariche di profondità, che danneggiarono il Perla al punto da costringerlo all'emersione.
Il comandante ordinò quindi di abbandonare il sommergibile e autoaffondarlo; prima che l'unità potesse inabissarsi, però (a causa dell'impossibilità di aprire alcuni sfoghi d'aria, danneggiati, il sommergibile stava affondando con estrema lentezza), una scialuppa della Hyacinth raggiunse il Perla, lo abbordò e ne bloccò l'autoaffondamento, rimorchiandolo poi a Beirut.
Tutto l'equipaggio (tranne il sergente Antonio De Maria, deceduto nello scontro) fu recuperato e quindi catturato dai britannici.
In tutto il sommergibile aveva effettuato 8 missioni di guerra in Mediterraneo e 3 in Mar Rosso, Oceano Indiano ed Oceano Atlantico, percorrendo in tutto 21.182 miglia in superficie e 1506 in immersione.
Il Perla venne ribattezzato P 712 e impiegato dalla Royal Navy venne sottoposto a studio per verificare il livello della tecnica italiana nella costruzione nei sommergibili; nel 1943 fu ceduto alla Marina greca per la quale, con il nuovo nome di Matrozos, prestò servizio sino al 1954, anno della sua radiazione.